# 에드 보이스
에드워드 "에드" 보이스(Edward "Ed" Boyce, 1862년 11월 8일 ~ 1941년 12월 24일)는 미국의 급진적 노동운동가, 광산소유주로 서부광부연맹 총재를 역임했다.
영국령 아일랜드 더니골주에서 네 아이 중 막내로 태어나 어린 나이에 아버지를 잃었다. 19세에 매사추세츠주 보스턴으로 이주했다.
위스콘신주에서 철도 부설 노동자 일을 하다가 1884년 콜로라도주 리드빌로 갔다. 노동기사단 가맹 조직인 리드빌 광부조합에 가입했으나 1886년 탈퇴했다. 아이다호주 코르덜레인 시의 여러 광산을 전전하며 일하다가 아이다호주 워드너 시로 갔다. 1888년 워드나 광부조합에 가입하고 통신계 간사로 임명되었다.
1892년 30세의 나이로 코르덜레인 파업에 지도부로 참여했다가 체포되어 에이다 군 감옥에 수감된다.
1893년 제임스 헨리 하울리가 서부지역의 광산 노조들을 통합하여 통일전선을 만들 것을 제안했고 보이스를 비롯한 노조 지도자들이 동의하여 서부광부연맹(WFM)이 발족하였다.
6개월 동안 감옥을 살고 나와 보니 작년의 코르덜레인 파업 덕분에 광산주들의 블랙리스트에 이름이 올라 일을 할 수 없었다. 몬태나주로 가서 비터루트 산맥에서 금맥 탐사를 잠시 하다가 코르덜레인으로 돌아갔다.
1894년 WFM의 제2차 대회에 참여하여 집행위원으로 선출되었다. WFM은 코르덜레인에 본부를 두고 아이다호 주의 거의 모든 광부들을 조직했다. 그래도 WFM은 이후 3년간 목숨만 근근히 부지하는 신세였다.
1894년 아이다호 지방선거에 쇼쇼니 군 지역구의 인민당 후보로 출마하여 주상원의원이 된다. 보이스는 광부들의 8시간 노동제를 확립과 1892년 노동쟁의의 진상조사를 위해 투쟁했다. 보이스는 황견계약을 방지하기 위해 외국인 고용을 금지하는 법안을 지지했다. 그러나 노력한 법안들은 통과되지 못했고 정치에 환멸한 보이스는 그 임기를 마친 뒤 재출마하지 않았다.
1895년 코르덜레인 광부노조 집행부 총재로 선출되어 WFM의 총조직화를 담당하게 되었다. 이듬해에는 WFM 전체의 총재로 선출되어 1902년까지 그 직을 유지했다. 이즈음에 윌리엄 헤이우드가 보이스의 연설을 듣고 감명받아 WFM에 가입, 불과 몇 년만에 회계간사의 자리에 오르는 열성조합원이 된다.
1899년 4월, WFM은 그때까지 아이다호에서 노조가 조직되지 않은 마지막 광산인 벙커힐 광산에 노조를 조직하라고 압박했다(코르덜레인 대치). 광산주들은 조합에 가입한 광부들을 모두 해고하는 것으로 응답했다. 전투적 조합원들은 당대 세계에서 가장 풍부한 광맥이었던 벙커힐과 설리번의 광맥을 폭파시켜 버렸다. 아이다호 주지사 프랭크 스투넨버그가 계엄령을 선포했고 대통령 윌리엄 맥킨리는 몬태나 주의 군 병력을 파견하도록 했다.
노동쟁의가 짓밟힌 뒤 보이스는 폭파 사건의 주동자로 몰렸다. 1906년, 전 조합원이자 보이스의 사업상 관련자였던 해리 오차드가 법정에서 보이스가 벙커힐과 설리번 광산의 폭파를 계획 및 승인했다고 증언했다. 스투넨버그 주지사는 하원 군사업무위원회에서 보이스가 꾸몄다는 계획을 상세히 설명했다. 보이스는 혐의를 부인했고, 기소는 이루어지지 않았다. 그러나 아이다호의 WFM 조직은 거의 파괴되었으며 운동가들은 흩어져 버렸다. 이후 WFM은 콜로라도주 덴버에 새 본부를 차린다.
1901년 보이스는 사회주의를 WFM의 공식적인 경제 정책으로 삼기로 선언한다. 그는 유진 데브스와 제휴하여 사회주의 정당 설립을 지지했다. 그러는 한편 노조의 광산 소유를 위해 돈을 모아 광산 및 채굴회사 주식들을 사들이기도 했다.
1901년 5월 14일, 에드 보이스는 엘레노어 데이(Eleanor Day)와 결혼했다. 엘레노어는 광산주 해리 L. 데이의 누이였다. 데이는 금맥탐사자 프레드 하퍼(Fred Harper)와 함께 쿠르덜레인 지역에서 은과 납이 가장 풍부한 허큘리스 광맥을 발견하여 떼부자가 된 인물이었다. 신혼여행은 보이스의 고향인 아일랜드로 떠났다.
엘레노어는 덴버의 WFM 본부에서 시간제로 일했다. 때때로 남편이 알고 있는 채굴 및 제련 기술에 관하여 아버지에게 편지를 보내 허큘리스 광산에서 유용하게 쓸 수 있을 것이라고 제안하기도 했다. 데이 집안과 허큘리스 광산은 노조 활동에 호의적이었으며(그러나 제1차 세계 대전을 거치면서 태도가 변하게 된다), 에드 보이스의 결혼생활은 행복했다.
1902년 WFM 총재 선거에서 낙선했다. 계속되는 투쟁 패배와 조합의 재정 악화로 인해 보이스는 지역민들의 신임을 잃었다. 보이스는 고별 연설에서 재차 사회주의의 중요성을 강조했고, 빌 헤이우드와 찰스 모이어에게 뒷일을 맡긴다고 당부했다.
WFM에서 은퇴한 뒤로도 WFM 대회를 여러 번 참여했다. 1905년 WFM이 세계산업노동자연맹(IWW) 발족에 참여하는 것을 지지했고, 1907년 스투넨버그가 폭탄테러로 살해당하여 헤이우드와 모이어 등이 그 누명을 뒤집어썼을 때 피고들을 변호하기도 했다.
그러나 보이스 본인은 노조 운동과 점차 멀어져 갔다. 아이다호 월레스로 이사갔다가 1909년 오리건주 포틀랜드로 또 옮겼다. 보이스는 아일랜드 시문학을 읽으면서 조용히 살았다. 포틀랜드에서 부동산 투자에 손을 대 오리건 호텔협회 총재로 선출되었으며, 1923년에는 허큘리스 광산의 동업관계가 해체되면서 아내 엘레노어가 최대 대주주가 되는 등 말년에 경제적으로는 성공했다.
1941년 12월 24일 죽었다. 사망 당시 재산은 1백만 달러를 약간 넘었다. 한달 뒤 유진 데브스가 추모사를 남겼다.
엘레노어 데이 보이스는 남편이 죽은 뒤 아이다호로 다시 이사가 살다가 1951년 1월 9일 죽었다.